# Rendezvous Rocks
Die Rendezvous Rocks sind eine isolierte Reihe nach Süden ausgerichteter Felsvorsprünge im Nordwesten des Palmerlands auf der Antarktischen Halbinsel. Mit einer Höhe von etwa 945 m ragen sie südlich des Khamsin-Passes und 8 km südwestlich der Kinnear Mountains auf.
Wissenschaftler des British Antarctic Survey nahmen zwischen 1970 und 1972 Vermessungen vor. Sie benannten die Formation nach dem Umstand, dass sich hier im Jahr 1970 zwei aus unterschiedlichen Richtungen kommende Hundeschlittenmannschaften getroffen hatten.